# Zacharie Dupuis
Zacharie Dupuis, né en 1608 (?) à Saverdun est un militaire de l'Ancien Régime, colon de la Nouvelle-France.

## Biographie

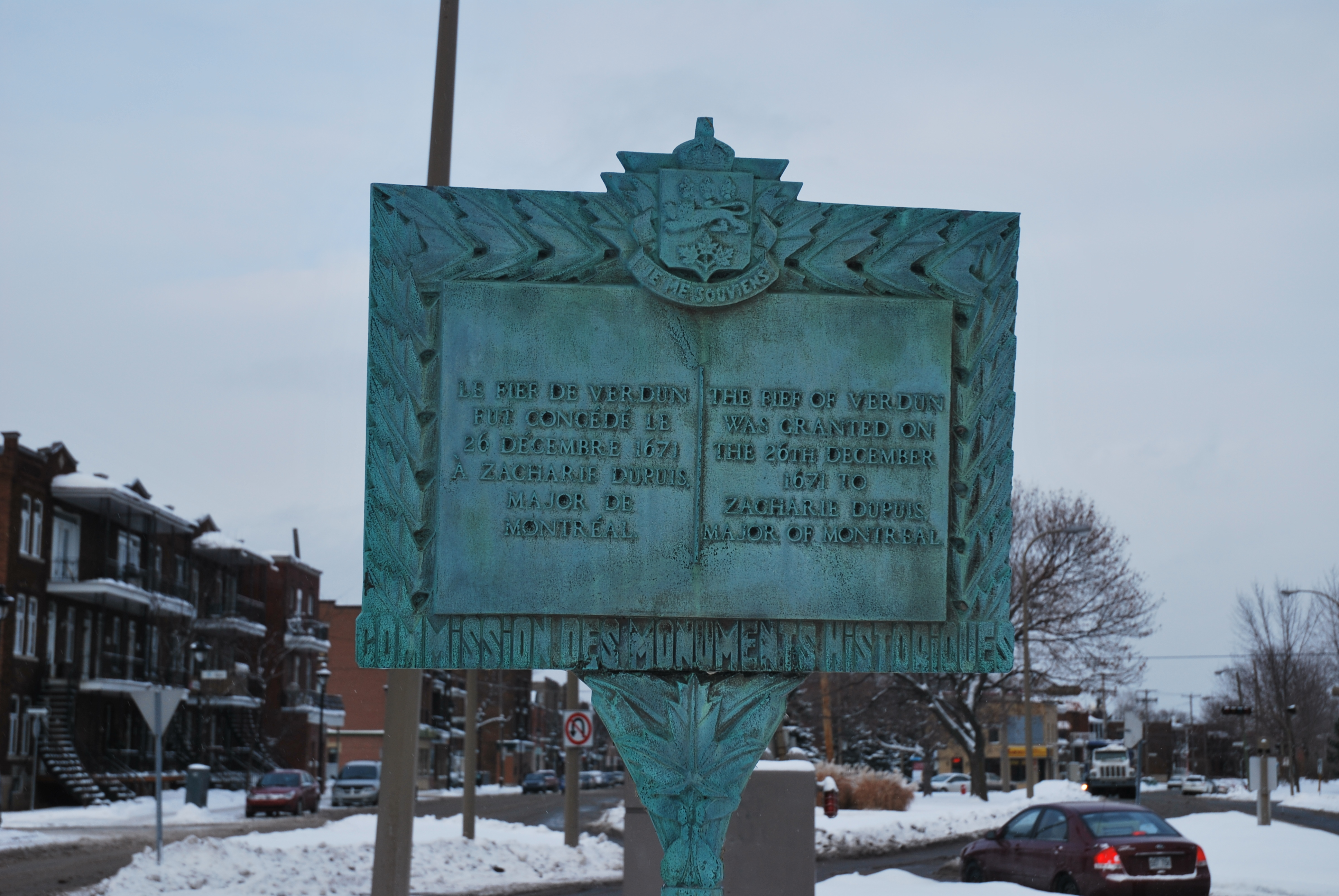
Plaque commémorative à Verdun

Originaire de Saverdun, dans le Sud-Ouest de la France (aujourd'hui en Ariège), Zacharie Dupuis arrive en 1655 en Nouvelle-France et devient commandant au fort de Québec un an plus tard. Il est envoyé peu après par le gouverneur Lauzon en plein cœur de l'Iroquoisie pour fonder une mission jésuite chez la tribu des Onnontagués. La mission fondée se nomme Sainte-Marie de Gannentaha, sur les rives du lac Gannentaha (aujourd'hui le lac Onondaga), près de l'actuelle ville de Syracuse, dans l'État de New York. 
Le gouverneur concède une terre aux jésuites et par ce fait officialise la prétention au nom du roi de France de l'Iroquoisie face aux prétentions des Hollandais, et plus tard des Anglais, pour ce territoire à la fin du XVIIe siècle. La mission, ainsi que les autres Français, au nombre d'environ 50, présents à Onnontahé, fuient le lieu en 1658, face à la menace d'être massacrés.
Zacharie Dupuis s'installe à Ville-Marie (aujourd'hui Montréal), comme aide-major de la garnison et après la mort tragique du major Lambert Closse, due à une attaque iroquoise, Zacharie Dupuis succède à ce dernier. Témoin privilégié des débuts difficiles de la folle entreprise (débuts de Montréal), Zacharie Dupuis endosse le rôle de gouverneur intérimaire de Montréal, en l'absence du gouverneur, Paul Chomedey de Maisonneuve, parti en France en 1662 et 1665. 
Pour ses loyaux services, les seigneurs de Montréal, les Sulpiciens, concèdent en 1671 à Zacharie Dupuis un fief noble, sans droits de justice, de 320 arpents, au bas du Sault Saint-Louis (aujourd'hui rapides de Lachine à 6 km du centre-ville de Montréal).
Ce fief est nommé Verdun, pour évoquer le lieu d'origine de Zacharie Dupuis, sa ville natale de Saverdun. Le nom de l'arrondissement de Verdun, au sud-ouest de Montréal, remonte donc à Zacharie Dupuis.
Zacharie Dupuis meurt en juillet 1676 sans descendance[réf. nécessaire].